# 트루 휘그당
트루 휘그당(영어: True Whig Party)은 라이베리아의 정당이었다. 본래 미국계 라이베리아인 중 백인 혈통이 강한 흑백혼혈이 주도한 라이베리아 공화당에 대항하여 만들어진 정당으로, 이후 1899년 공화당 해산 이후 미국계 라이베리아인의 주요 정당이 되어 100년 가까이 라이베리아 정치를 주도했다.
1980년 쿠데타로 인해 해산되었고 많은 소속 정치인들이 살해되거나 해외로 망명했으나, 민주화 이후 승계 정당이 재결성되어 2017년 선거에 참여하기도 했다. 현재 원외정당이다.

## 같이 보기
- 라이베리아의 대통령
- 윌리엄 터브먼
- 윌리엄 톨버트